# نشان نصر
نشان نصر یکی از نشان‌های افتخار در جمهوری اسلامی ایران است که به پاس خدمات و پشتیبانی به نیروهای مؤثر در خدمات رزمی، فعالیت‌های پشتیبانی، ایثارگران، جانبازان تعلق می‌گیرد. از جمله افراد دارنده این نشان می‌توان به حسن روحانی، به خاطر مسئولیت ستاد پشتیبانی جنگ از رهبر جمهوری اسلامی ایران، شایسته دریافت نشان درجه یک نصر شناخته شد و محمد باقری رئیس پیشین ستاد کل نیروهای مسلح،  سرلشکر قاسمعلی ظهیرنژاد رئیس گروه مشاوران نظامی رهبری، سرلشکر سید یحیی رحیم‌صفوی فرمانده کل پیشین سپاه و دستیار علی خامنه‌ای، سرلشکر سید محسن صفوی فرمانده قرارگاه صراط، سرلشکر سید عباس جولایی فرمانده مهندسی رزمی سپاه پاسداران، سرتیپ پاسدار جواد عظیمی‌فر معاون مهندسی رزمی و پدافند غیرعامل نیروی زمینی سپاه، سرتیپ حسن شاه‌صفی فرمانده پیشین نیروی هوایی ارتش و محسن فخری‌زاده (پس از کشته شدن) اشاره کرد.